# DAYS (Dream5のアルバム)
『DAYS』（デイズ）は、2011年5月4日にavex traxから発売されたDream5の2枚目のミニアルバム。

## 概要
- Dream5の2枚目のミニアルバム。
- 新曲4曲とシングルからの2曲、ボーナストラック1曲からの全6曲で構成されている。
- 「CD+DVD盤」と「CD ONLY盤」の2形態で発売された。
- 一部の曲はダンス担当の3人も歌っている。

## 収録曲

### CD
1. 学園天国 [2:37]
作詞：阿久悠、作曲：井上忠夫、編曲：守尾崇
2. 恋のダイヤル6700 [3:01]
作詞：阿久悠、作曲：井上忠夫、編曲：守尾崇
3rdシングル。
3. 僕らのナツ!! [4:25]
作詞：前田亘輝、作曲：春畑道哉、編曲：鈴木Daichi秀行
2ndシングル。
4. ありがとう 〜君に届けたいMelody〜 [4:48]
作詞：leonn、ラップ詞：日高光啓、作曲：日比野裕史、編曲：鈴木ヒロト
最後のラップ部分にはゲストとしてAAAの日高光啓が参加している。
5. 段々 GROW UP! [3:55]
作詞：Mio Aoyama、作曲・編曲：渡辺徹
6. シュンカシュウトウ [4:03]
作詞：leonn、作曲・編曲：日比野裕史
7. 届けたい 〜カノン 地球オーケストラVer.〜 [3:53]
with 知床の流氷、小笠原のくじら、屋久島のせせらぎ、屋久島町立宮浦小学校の皆さん
ボーナストラック。
日本テレビ系列『地球オーケストラ〜日本の美しい音を探す旅〜』のエンディングに使われた。

### DVD
1. 僕らのナツ!! (Music Video)
2. 恋のダイヤル6700 (Music Video)
3. 学園天国 (Music Video)
4. 学園天国 (振りビデオ)
5. シュンカシュウトウ (振りビデオ)
6. 段々 GROW UP! (振りビデオ)
7. Making of 学園天国 (オフショット)